# Coraliomela aeneoplagiata
Coraliomela aeneoplagiata is een keversoort uit de familie bladkevers (Chrysomelidae).
De oudste wetenschappelijke naam van de soort is Alurnus aeneoplagiata, voor het eerst geldig gepubliceerd in 1857 door
Hippolyte Lucas.
De kop is zwart en puntig met rode vlekken tussen de ogen en de antennes. De thorax is rood met een zwarte lijn aan de voorkant en de achterkant. De mesothorax is zwart. De helderrode dekschilden zijn onregelmatig overdekt met stippen. De onderkant is glimmend zwart.
De soort wordt aangetroffen in het noorden van de Braziliaanse deelstaat Goiás. Er bestaat een variant die volledig zwart is met uitzondering van een rode kleur in het midden van de dekschilden die doorloopt tot het voorste gedeelte van beide zijden van de mesothorax.